# Matthew Fox
Matthew Chandler Fox (ur. 14 lipca 1966 w Abington) – amerykański aktor telewizyjny i filmowy, model, najlepiej znany jako Charlie Salinger z serialu Fox Ich pięcioro (Party of Five, 1994-2000), a także z roli Jacka Shepharda w serialu ABC Zagubieni (2004–2010), za którą był nominowany do Złotego Globu i Primetime Emmy.

## Życiorys

### Wczesne lata
Urodził się w Abington w stanie Pensylwania jako drugi z trzech synów nauczycielki Loretty B. (z domu Eagono) i geologa Francisa G. Foxa. Jednym z jego pra-pradziadków ze strony ojca był generał Unii George Meade. Wychowywał się z dwoma braćmi: starszym Francisem Jr. (ur. 1961) i młodszym Bayardem (ur. 1969). Dorastał w Crowheart, w stanie Wyoming na rodzinnym ranczo. Uczęszczał do Wind River High School. W 1984 ukończył Deerfield Academy w Deerfield, w stanie Massachusetts. W 1989 otrzymał tytuł magistra ekonomii na Uniwersytecie Columbia na nowojorskim Manhattanie. Początkowo myślał o podjęciu pracy na Wall Street, zanim przyjaciółka jego matki zachęciła go do rozpoczęcia kariery modela.
Przez dwa lata studiował aktorstwo w The School for Film and Television w Nowym Jorku. Techniki aktorskie poznawał także w nowojorskim Atlantic Theater Company.

### Kariera
Po raz pierwszy wystąpił na szklanym ekranie w jednym z odcinków sitcomu NBC Skrzydła (Wings, 1992) u boku Tima Daly’ego, Stevena Webera, Crystal Bernard, Tony’ego Shalhouba i Thomasa Hadena Churcha. Debiutował na dużym ekranie w komedii fantasy Johnny Zombie (My Boyfriend's Back, 1993) z udziałem Philipa Seymoura Hoffmana.
Zasłynął dzięki roli Charliego Salingera w serial Fox Ich pięcioro (Party of Five, 1994-2000) z Neve Campbell, Scottem Wolfem, Lacey Chabert, Jennifer Love Hewitt, Scottem Bairstow i Jane Kaczmarek. Wielkim sukcesem okazała się kreacja lekarza, uzdolnionego neurochirurga Jacka Shepharda w serialu ABC Zagubieni (Lost, 2004-2010), za którą został uhonorowany nagrodą Saturna w kategorii najlepszy aktor telewizyjny (2006 i 2008) i Złotą Satelitą (2005), Nagrodą Gildii Aktorów Ekranowych (2006) oraz był nominowany do nagrody Złotego Globu dla najlepszego aktora w serialu dramatycznym (2006). Brał udział w reklamach Got Milk? i L’Oréal (2007).
2 grudnia 2006 wystąpił w programie NBC Saturday Night Live.

## Życie prywatne
W 1991 poślubił Margheritę Ronchi. Mają córkę Kyle Allison (ur. 1998) i syna Byrona (ur. 2001). Zamieszkał z rodziną na wyspie Oʻahu (na Hawajach), gdzie kręcony był serial Zagubieni.

## Filmografia

### Filmy fabularne
- 1993: Johnny Zombie (My Boyfriend's Back) jako Buck Van Patten
- 1999: Jak w masce (Behind the Mask, TV) jako James Jones
- 2003: Pani Token dla twoich myśli (A Token for Your Thoughts) jako Gwiazdor rocka
- 2006: Męski sport (We Are Marshall) jako Red Dawson
- 2006: As w rękawie (Smokin' Aces) jako Bill Security Super
- 2008: Speed Racer jako Racer X
- 2008: 8 części prawdy (Vantage Point) jako Kent Taylor
- 2012: Cesarz (Emperor) jako gen. Bonner Fellers
- 2013: World War Z jako żołnierz amerykańskich sił specjalnych
- 2015: Czas wymierania (Extinction) jako Patric

### Seriale TV
- 1992: Student pierwszego roku sali sypialnej (Freshman Dorm) jako
- 1992: Skrzydła (Wings) jako Ty Warner
- 1993: CBS szkolna przerwa specjalna (CBS Schoolbreak Special) jako Charlie Deevers
- 1994–2000: Ich pięcioro (Party of Five) jako Charlie Salinger
- 1995: Mad TV jako Charlie Salinger
- 2002: Napiętnowany (Haunted) jako Frank Taylor
- 2004–2010: Zagubieni (Lost) jako Jack Shephard
- 2005: The Journey (Zagubieni) jako Jack Shephard
- 2006: Saturday Night Live jako Brad
- 2007–2010: Zagubieni (Lost: Missing Pieces) jako Jack Shephard

## Nagrody
- Złoty Glob najlepszy aktor w serialu dramatycznym – nominacja za Zagubionych